# Людина на ім'я Уве (фільм)
«Людина на ім'я Уве» (швед. En man som heter Ove) — шведський комедійно-драматичний фільм, знятий Ганнесом Голмом за однойменним романом Фредріка Бакмана. Стрічка вийшла в широкий прокат Швеції 25 грудня 2015 року. Фільм розповідає про похилого в'їдливого буркотуна Уве, який вирішує накласти на себе руки.
Фільм був висунутий Швецією на премію «Оскар» за найкращий фільм іноземною мовою.

## У ролях
- Рольф Лассгорд — Уве
- Бахар Парс — Парванех
- Філіп Берг — юний Уве
- Іда Інволль — Соня
- Катаріна Ларссон — Аніта

## Визнання
| Нагороди та номінації фільму «Людина на ім'я Уве» | Нагороди та номінації фільму «Людина на ім'я Уве» | Нагороди та номінації фільму «Людина на ім'я Уве» | Нагороди та номінації фільму «Людина на ім'я Уве» | Нагороди та номінації фільму «Людина на ім'я Уве» | Нагороди та номінації фільму «Людина на ім'я Уве» |
| Рік                                               | Кінопремія / Кінофестиваль                        | Категорія / Нагорода                              | Номінант                                          | Результат                                         |                                                   |
| ------------------------------------------------- | ------------------------------------------------- | ------------------------------------------------- | ------------------------------------------------- | ------------------------------------------------- | ------------------------------------------------- |
| 2016                                              | Сіетлський міжнародний кінофестиваль              | Найкращий фільм                                   | «Людина на ім'я Уве»                              | 3-тє місце                                        |                                                   |
| 2016                                              | Сіетлський міжнародний кінофестиваль              | Найкращий актор                                   | Рольф Лассгорд                                    | Перемога                                          |                                                   |
| 2016                                              | Гетеборзький кінофестиваль                        | Приз міста Гетеборг                               | «Людина на ім'я Уве»                              | Номінація                                         |                                                   |